# Caspar Ruetz
Caspar David Ruetz, auch: Kaspar, Kaspar David (* 21. März 1708 in Wismar; † 21. Dezember 1755 in Lübeck) war ein deutscher Kantor, Komponist und Musikdirektor in Lübeck.

## Leben und Wirken
Caspar Ruetz war der Sohn von Joachim Ruetz, dem Informator am Waisenhaus in Wismar, der aus Lübeck stammte und bei Dietrich Buxtehude das Orgelspiel erlernt hatte. Er wurde zunächst von seinem Vater unterrichtet und besuchte ab 1720 die Große Stadtschule. In der Prima war der damalige Rektor Hermann Samuel Reimarus sein Lehrer. Musikalischen Unterricht erhielt er beim Organisten der Wismarer Marienkirche Hölken und in anderen Instrumenten beim Stadtmusikanten Wilken. 
Ab 1728 studierte er zuerst Jura, dann Theologie an den Universitäten Jena und Rostock. Nach Abschluss des Studiums war er, wie vielfach üblich, als Hauslehrer tätig, zunächst in Hamburg im Haushalt des Ratsherrn und späteren Bürgermeisters Conrad Widow, wo er Georg Philipp Telemann kennenlernte, dann auf einem adeligen Gut der Familie von Levetzow in Holstein und schließlich bei Pastor Thomsen in Azbüll (heute Asbøl) auf der Nordseite der Flensburger Förde in der Hoffnung, dessen Adjunkt und eventueller Nachfolger zu werden. 
Als jedoch 1736 der Lübecker Kantor Heinrich Sivers starb, bewarb er sich um dessen Stelle und wurde Anfang 1737 als sein Nachfolger berufen. Im gleichen Jahr heiratete er Sievers Tochter. Zu seinem Amt zählte die Pflege der Choralmusik an St. Marien und quartalsweise auch in den anderen Hauptkirchen, während die Figuralmusik dem Organisten vorbehalten blieb. Gleichzeitig war er Lehrer am Katharineum zu Lübeck. 
Von 1750 bis 1753 veröffentlichte er sein Hauptwerk, die dreiteilige Streitschrift Widerlegte Vorurtheile vom Ursprung (1750), der Beschaffenheit (1752) und der Wirkung (1753) der Kirchenmusik. Er widmete den ersten Band dem Bürgermeister Heinrich Balemann und den Ratsherren, die für die Hauptkirchen als Obervorsteher eingesetzt waren, den zweiten dem Hamburger Bürgermeister Conrad Widow und den dritten der Bürgerschaft, den Ämtern und allen Bürgern und Patrioten. In der Schrift setzt er sich mit Leidenschaft für eine bessere Ausstattung der Kirchenmusik ein. Das Werk gilt heute als eine der wichtigsten Quellen für die Geschichte der Lübecker Abendmusiken als auch für den Zustand der Kirchenmusik in der Mitte des 18. Jahrhunderts. 
Im Jahre 1754 lieferte er sich Johann Daniel Overbeck eine öffentliche Diskussion über die Anwendbarkeit der Nachahmungsästhetik von Charles Batteux auf die Musik.
Ruetz starb im Dezember 1755 an einem Schlaganfall, den er während des Nachmittagsgottesdienstes am vierten Adventssonntag in St. Marien erlitten hatte. Sein Nachfolger wurde Johann Hermann Schnobel, der letzte Inhaber des Kantorenamtes.

## Werke
- Widerlegte Vorurtheile vom Ursprunge der Kirchenmusic, und klarer Beweis, daß die Gottesdienstliche Music sich auf Gottes Wort gründe, und also göttliches Ursprungs sey der Gleichgültigkeit in Ansehung dieser Art des Gottesdienstes entgegen gesetzet. Lübeck: Schmidt 1750

Digitalisat des Exemplars der Bayerischen Staatsbibliothek
- Widerlegte Vorurtheile von der Beschaffenheit der heutigen Kirchenmusic und Lebens-Art einiger Musicorum. Lübeck: Böckmann 1752

Digitalisat des Exemplars der Bayerischen Staatsbibliothek
- Widerlegte Vorurtheile von der Wirkung der Kirchenmusic, und von den darzu erforderten Unkosten nebst einer Vorrede von der Musicalischen Liebhaberey. Rostock und Wismar: Berger und Boedner 1753

Digitalisat des Exemplars der Bayerischen Staatsbibliothek
- Zwo Cantaten ... zu würdiger Begehung des Krohn und Stiutischen[2] und ersten Bürgermeisterlichen Jubelhochzeitfestes zu Lübeck ... aufgeführt. Lübeck 1750
- N. N. (i. e. Caspar Ruetz): Sendschreiben eines Freundes an den andern über einige Ausdrücke des Herrn Batteux von der Musik. In: Historisch-Kritische Beyträge zur Aufnahme der Musik. Bd. 1, St. 4 (1755), S. [273]-311

dazu: *** (i. e. Johann Daniel Overbeck): Antwort auf das Sendschreiben eines Freundes an den andern, über die Ausdrücke des Herrn Batteux von der Musik. In: Historisch-Kritische Beyträge zur Aufnahme der Musik. Bd. 1, St. 4 (1755), S. 312–317
- N. N. (i. e. Ruetz, Caspar): Beantwortung der vorhergehenden Antwort. In: Historisch-Kritische Beyträge zur Aufnahme der Musik. In: Historisch-Kritische Beyträge zur Aufnahme der Musik. Bd. 1, St. 4 (1755), S. 318–325